# Stephan Böhm (Architekt)

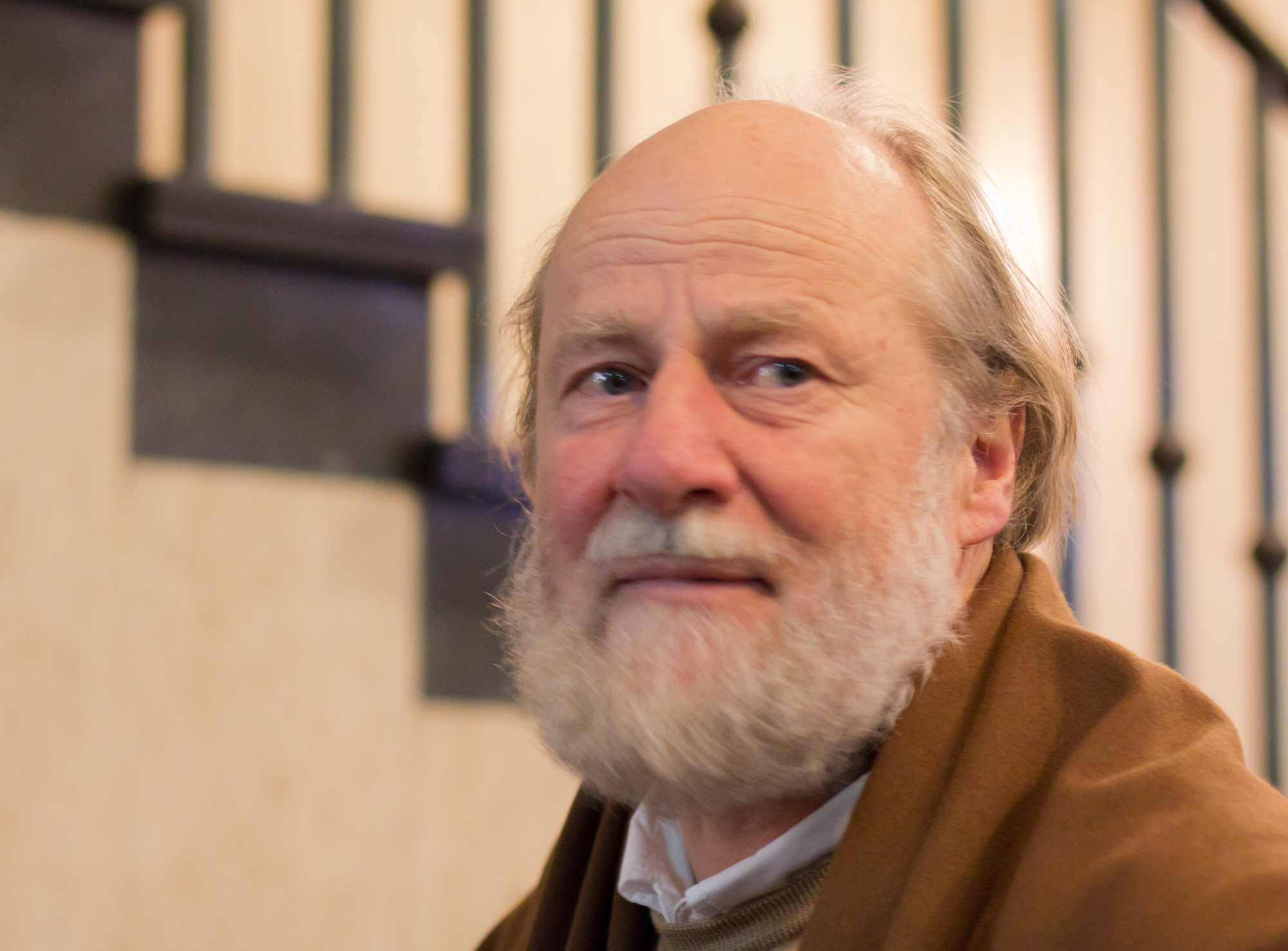
Stephan Böhm 2015

Stephan Böhm (* 16. Juni 1950 in Köln) ist ein deutscher Architekt. Er ist der erstgeborene Sohn des Architekten Gottfried Böhm.

## Leben
Stephan Böhm ist der Sohn des Architektenehepaars Gottfried und Elisabeth Böhm, sein Großvater Dominikus Böhm begründete die Kölner Architektenfamilie. Zwei seiner Brüder, Peter und Paul Böhm sind Architekten, sein Bruder Markus Böhm ist Informatiker und Maler.
Sein 1970 bis 1973 an der Universität Stuttgart begonnenes Studium setzte er an der Technischen Universität München fort. Von 1978 bis 1988 arbeitete er als Mitarbeiter in den Büros von Oswald Mathias Ungers, Joachim Schürmann, Rob Krier und Gottfried Böhm. Er wurde 1989 Partner im Büro Böhm und konnte in den darauf folgenden Jahren in Zusammenarbeit mit Gottfried und Peter Böhm ab 1990 Projekte verwirklichen, die das öffentliche Interesse fanden. In dieser Zeit entstand unter anderem das Stammhaus des Hans Otto Theaters in Potsdam.
Im Jahr 2000 wurde er zum Professor für Entwurfslehre an die Fachhochschule Münster berufen. Er erhielt Lehraufträge an den US-amerikanischen Hochschulen University of Pennsylvania, Massachusetts Institute of Technology und der Washington University in St. Louis. Die Brüder Böhm gingen ab dem Jahr 2001 getrennte Wege. Stephan gründete zunächst die Böhm Flohre Mocanu (BFM) Architekten-Partnerschaft und 2005 Stephan Böhm Architekten in Köln.

## Bauten (Auswahl)
- Rui Dong Technology Garden, Nanning, China, ab 2008 im Bau

Mit BFM Architekten:

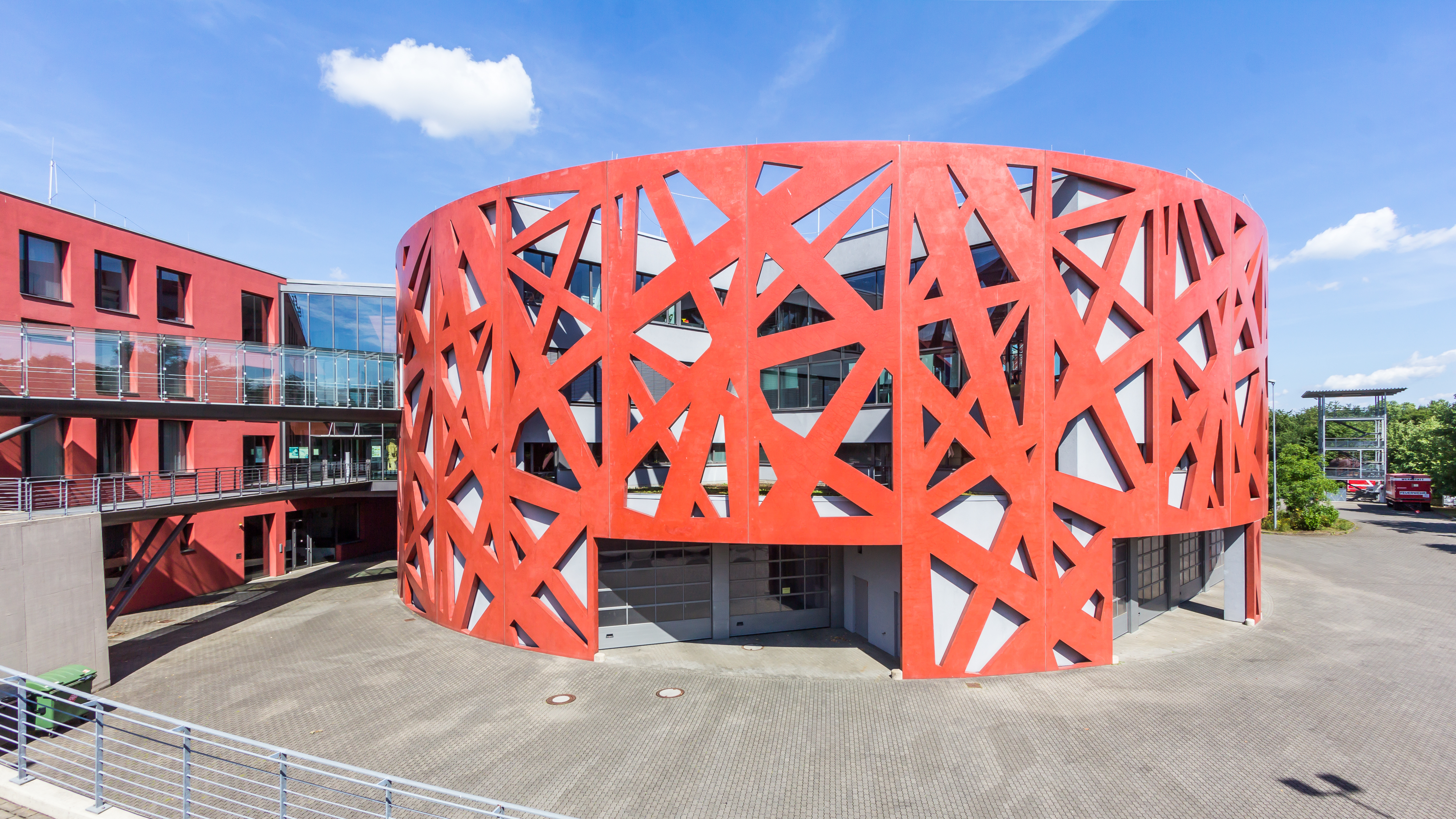
Führungs- und Schulungszentrum der Berufsfeuerwehr in Köln, Feuerwache Weidenpesch

- Schulungszentrum Berufsfeuerwehr Köln 2002–2005[3][4][5]

Mit Architekturbüro Böhm (ab 1989 in Partnerschaft mit Gottfried Böhm):

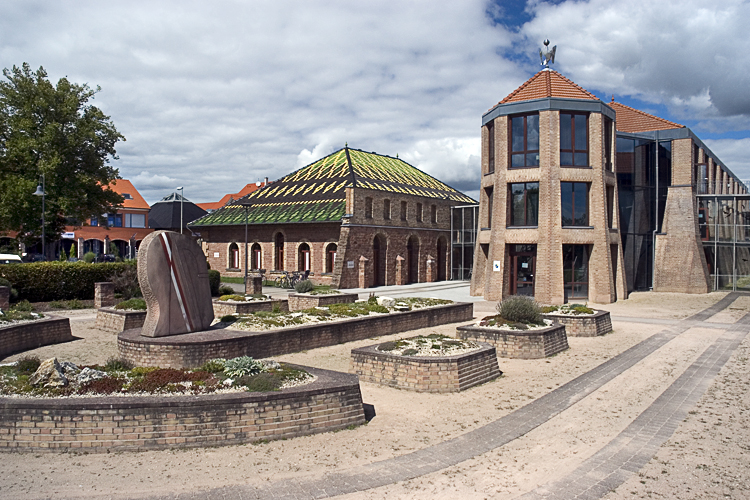
Verbandsgemeindeverwaltung Jockgrim (rechts) mit integriertem ehemaligen Ringofen der Ludowici Ziegelwerke

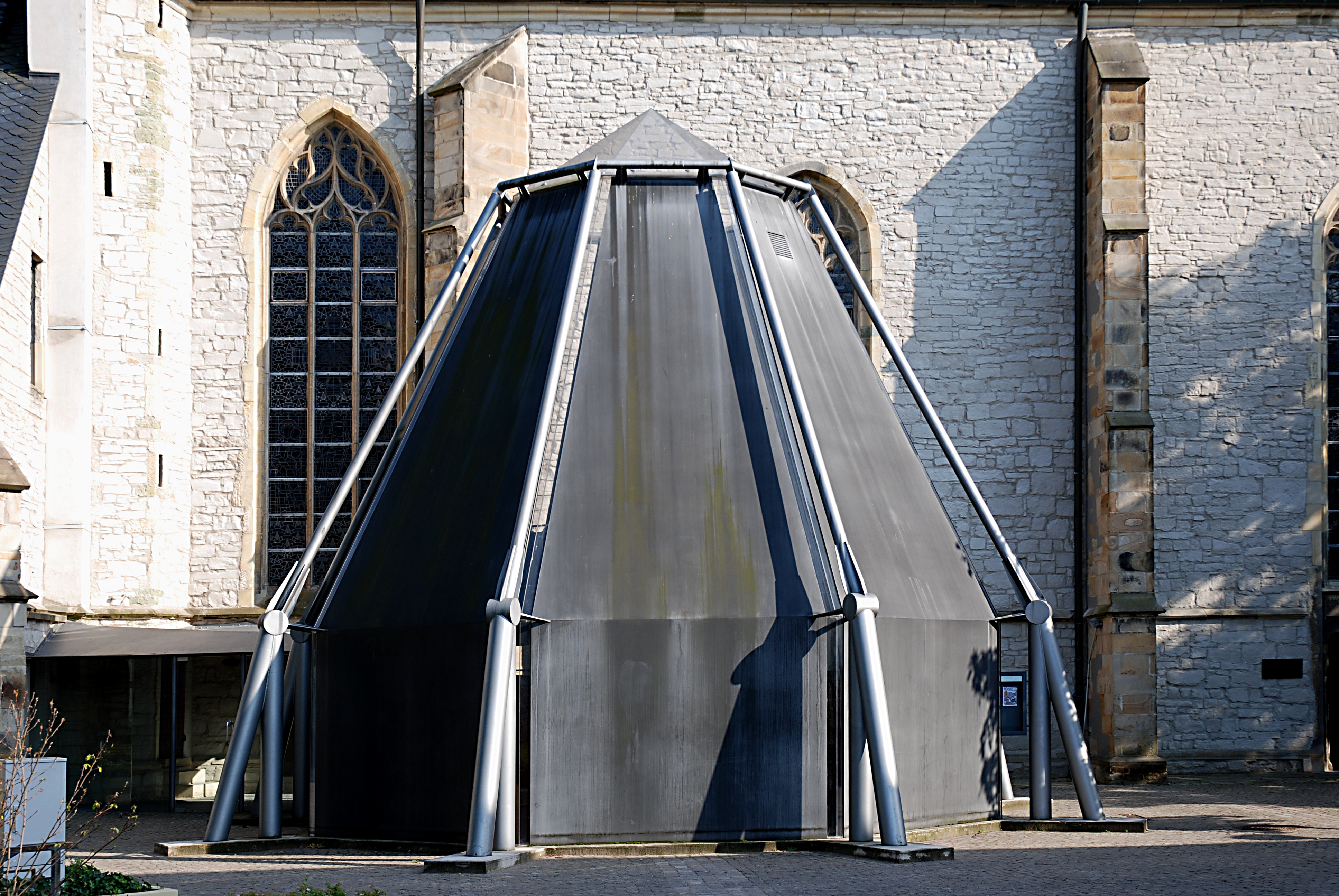
Sakristei St. Christophorus (Werne)

- Biosphärenhaus Fischbach, 1998–2001
- Wohnen am IHZ, Düsseldorf, 1998–2001
- Bürogebäude DB-Netz Kassel, 1997–1999
- Stammhaus des Hans Otto Theaters Potsdam, 1995–2006 (Ausführungsplanung Paul Böhm)
- Köln Arena, 1995–1999
- Sakristei St. Christophorus (Werne), 1992–2001
- Shopping Center Peek & Cloppenburg, 1993–1995
- WDR-Arkaden Köln, 1992–1996[6]
- Deutsche Bahn Hauptquartier Frankfurt am Main, 1989–1993
- Technologiezentrum Düsseldorf, 1988–1993
- Verbandsgemeindeverwaltung Jockgrim, 1987–1993
- Deutsche Bank Luxemburg, 1987–1991
- Neugestaltung Maximilianstraße Speyer, 1985–1990

## Dokumentarfilm
- Die Böhms – Architektur einer Familie (2014)